# Lupe Vélez
Pour les articles homonymes, voir Vélez.
Lupe Vélez, de son vrai nom María Guadalupe Vélez de Villalobos, est une actrice américaine d'origine mexicaine, née le 18 juillet 1908 à San Luis Potosí et morte à Beverly Hills le 13 décembre 1944.
Elle est connue pour son interprétation dans Le Mari de l'Indienne (The Squaw Man) de Cecil B. DeMille, mais aussi pour sa vie sentimentale très médiatisée et son tempérament.

## Biographie
Fille d'une chanteuse lyrique et d'un colonel de l'armée mexicaine qui est tué alors qu'elle n'est encore qu'une adolescente, elle commence dès 16 ans une carrière d'actrice et de danseuse au Théâtre Principal de Mexico, qu'elle poursuit rapidement aux États-Unis (dans les années trente, elle travaillera également en Europe), d'abord sur scène, puis au cinéma. Elle tente sa chance en Grande-Bretagne de 1935 à 1937, puis revient en Amérique pour tourner une série de films où on l'avait baptisée « mexican Spitfire ».
Elle se suicide le 13 décembre 1944.

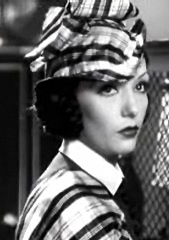
Dans Laughing Boy, film de 1934

En 2009, le cinéaste mexicain Martin Caballero réalise le court métrage Forever Lupe, avec l'actrice Marieli Romo incarnant Lupe Vélez.

## Circonstances de son décès
Il existe plusieurs versions de son suicide. 
La version romancée, diffusée par le cinéaste Kenneth Anger dans Hollywood Babylone décrit des circonstances particulièrement pittoresques : elle aurait voulu que son corps soit découvert comme celui de Blanche-Neige par le Prince Charmant, allongée dans sa plus belle robe, serrant une rose sur son cœur sur un lit constellé de pétales de fleurs. Ayant tout préparé, elle prend les somnifères destinés à la tuer, mais la mort tardant, aurait finalement renoncé à son suicide, se serait péniblement traînée vers les toilettes où elle aurait été retrouvée morte, noyée dans la cuvette après y avoir vomi.
La version de Kenneth Anger a été remise en cause dans la biographie de l'actrice. La biographe Michelle Vogel affirme qu'il aurait été impossible qu'elle se soit levée après avoir consommé du Sécobarbital.

## Filmographie
- 1927 : What Women Did for Me de James Parrott (CM)
- 1927 : À bord du Miramar de Fred Guiol (CM) Baroness Behr (non créditée)
- 1927 : Le Gaucho (The Gaucho) de F. Richard Jones : The Mountain Girl
- 1928 : Le Clan des aigles (Stand and Deliver) de Donald Crisp : Jania - a Peasant Girl
- 1929 : Le Lys du faubourg (Lady of the Pavements) de D.W. Griffith : Nanon del Rayon
- 1929 : Le Chant du loup (The Wolf Song) de Victor Fleming : Lola Salazar
- 1929 : Loin vers l'est (Where East is East) de Tod Browning : Toyo Haynes
- 1929 : La Tigresse (Tiger Rose) de George Fitzmaurice : Rose
- 1930 : Sous le ciel des tropiques (Hell Harbor) de Henry King : Anita Morgan
- 1930 : La Tourmente (The Storm) de William Wyler : Manette Fachard
- 1930 : East Is West de Monta Bell  : Ming Toy
- 1930 : Oriente y Occidente de George Melford, version espagnole de East is West : Ming Toy
- 1931 : Resurrection d'Edwin Carewe : Katusha Maslova
- 1931 : Le Mari de l'Indienne (The Squaw Man) de Cecil B. DeMille : Naturich
- 1931 : Rumba chanson des îles (The Cuban Love Song) de W.S. Van Dyke : Nenita Lopez
- 1932 : Hombres de mi vida de Eduardo Arozamena et David Selman : Julia Clark
- 1932 : The Broken Wing (en) de Lloyd Corrigan : Lolita
- 1932 : Kongo de William J. Cowen : Tula
- 1932 : The Half Naked Truth de Gregory La Cava : Teresita
- 1933 : Mr. Broadway de Johnnie Walker
- 1933 : Fille de feu (Hot Pepper) de John G. Blystone : Pepper
- 1934 : Palooka de Benjamin Stoloff : Nina Madero
- 1934 : Laughing Boy : Slim Girl

- 1934 : Strictly Dynamite : Vera

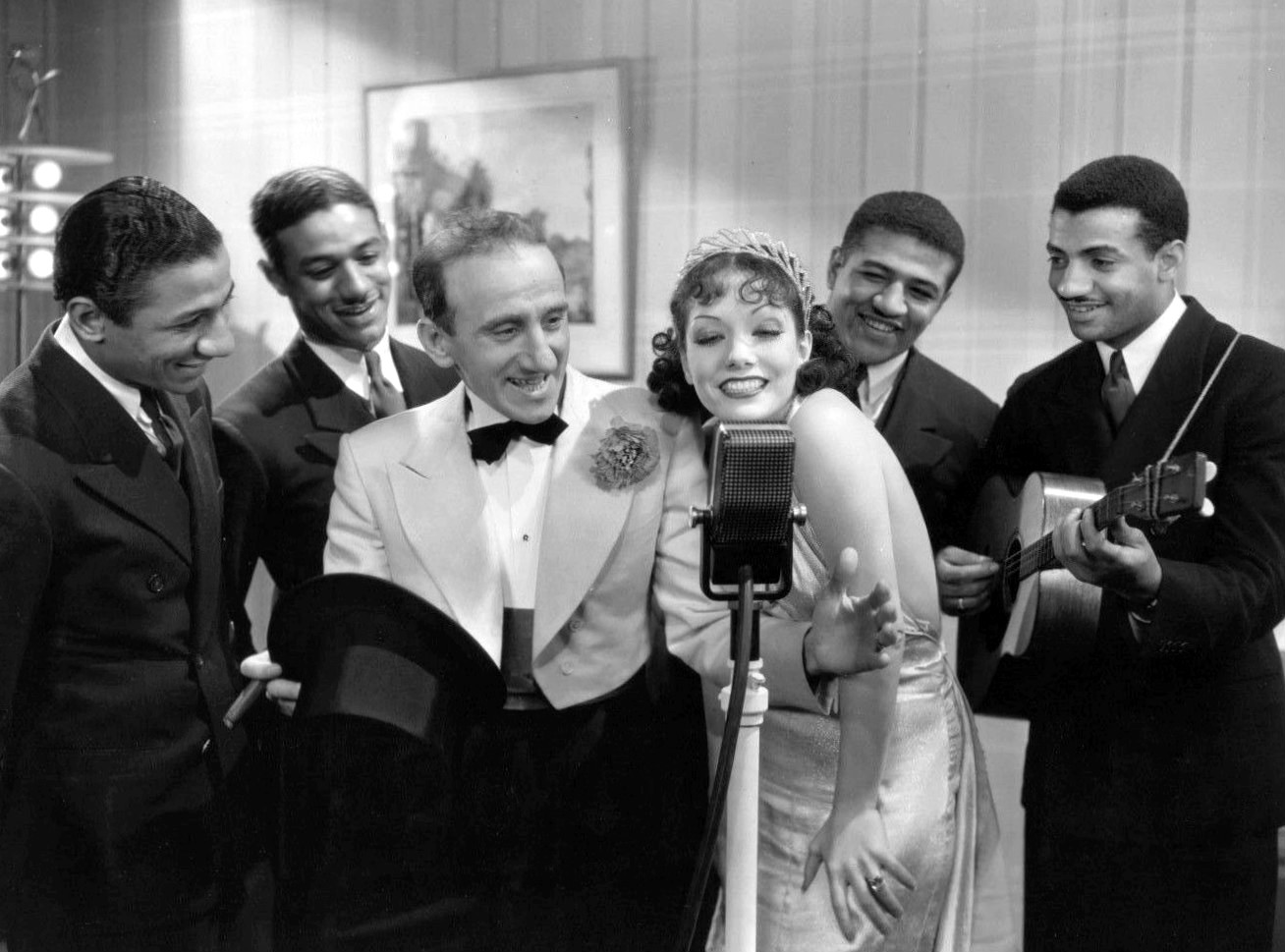
Lupe Vélez avec Jimmy Durante dans Strictly Dynamite en 1934.

- 1934 : Hollywood Party : The Jaguar Woman/Jane in Schnarzan Sequence/Herself
- 1935 : The Morals of Marcus (en) de Miles Mander : Carlotta
- 1936 : Capitaine tzigane (Gypsy Melody) de Edmond T. Gréville : Mila
- 1937 : High Flyers de Edward F. Cline : Juanita - the Maid
- 1938 : La zandunga de Fernando de Fuentes : Lupe
- 1938 : Stardust de Melville W. Brown : Carla de Huelva
- 1939 : The Girl from Mexico de Leslie Goodwins : Carmelita Fuentes
- 1940 : Mexican Spitfire (en) de Leslie Goodwins : Carmelita Lindsay
- 1940 : Mexican Spitfire Out West de Leslie Goodwins : Carmelita Lindsay
- 1941 : Six Lessons from Madame La Zonga de John Rawlins : Madame La Zonga
- 1941 : Mexican Spitfire's Baby de Leslie Goodwins : Carmelita Lindsay
- 1941 : Honolulu Lu de Charles Barton : Consuelo Cordoba
- 1941 : Playmates de David Butler : Carmen del Toro
- 1942 : Mexican Spitfire at Sea de Leslie Goodwins : Carmelita Lindsay
- 1942 : Mexican Spitfire Sees a Ghost de Leslie Goodwins : Carmelita Lindsay
- 1942 : Mexican Spitfire's Elephant de Leslie Goodwins : Carmelita Lindsay
- 1943 : Ladies' Day (en) de Leslie Goodwins : Pepita Zorita
- 1943 : Redhead from Manhattan de Lew Landers : Rita Manners/Elaine Manners
- 1943 : Mexican Spitfire's Blessed Event (en) de Leslie Goodwins : Carmelita Lindsay
- 1944 : Nana de Roberto Gavaldón et Celestino Gorostiza : Nana

## Distinction
- 1928 : WAMPAS Baby Stars